# Ne lui dis pas
Ne lui dis pas est une chanson de Dalida sortie en 1975. 